# Non è vero... ma ci credo
Pour plus de détails, voir Fiche technique et Distribution.
Non è vero… ma ci credo est un film italien réalisé par Sergio Grieco, sorti en 1952.

## Fiche technique
- Titre : Non è vero... ma ci credo
- Réalisation : Sergio Grieco
- Scénario : Peppino De Filippo
- Photographie : Vincenzo Seratrice
- Cadreur : Carlo Di Palma
- Montage : Antonietta Zita
- Musique : Franco D'Acchiardi
- Décors : Alberto Tavazzi (it)
- Assistant-réalisateur : Fabio De Agostini
- Costumes :
- Son :
- Producteur : Ottavio Poggi, Carlo Caiano
- Sociétés de production : Gladio Film, Api Film
- Pays de production :  Italie
- Langage : Italien
- Format : Noir et blanc — 35 mm — Son : Mono
- Genre : Comédie
- Durée : 103 minutes
- Date de sortie :
  - Italie : 1952

## Distribution
- Peppino De Filippo : Don Gervasio Savastano
- Carlo Croccolo : Alberto Sammaria
- Liliana Bonfatti : Rosina Savastino
- Titina De Filippo : Donna Teresa
- Lidia Martora
- Guglielmo Inglese
- Pietro Carloni
- Federico Collino (de)
- Carlo Pennetti
- Luigi De Filippo
- Emilio Petacci
- Rosita Pisano
- Mario Maresca
- Pina Piovani
- Giulio Battiferri (it)
- Nicola Manzari
- Cesare Bettarini (it)
- Tamara D'Oria
- Jole Farnese
- Maria Zanoli